# Trần Hy Đồng
Trần Hy Đồng (tiếng Trung: 陈希同; bính âm: Chén Xītóng; 10 tháng 6 năm 1930 – 2 tháng 6 năm 2013) là một chính khách Trung Quốc. Ông nguyên là Ủy viên Bộ Chính trị, nguyên Bí thư Thành ủy Bắc Kinh từ năm 1992 đến khi bị điều tra vì tham nhũng năm 1995.

## Tiểu sử

### Thời trẻ
Trần Hy Đồng sinh ngày 10 tháng 6 năm 1930 ở An Nhạc, Tư Dương, tỉnh Tứ Xuyên. Ông theo học tại Đại học Bắc Kinh vào năm 18 tuổi và gia nhập Đảng Cộng sản Trung Quốc năm 1949.

### Sự nghiệp chính trị
Sau khi thành lập nước Cộng hòa Nhân dân Trung Hoa, ông công tác ở cơ sở, là thành viên Tổ công tác dân phố ở quận Tây Đơn, Bắc Kinh.
Năm 1963, ông được luân chuyển về huyện Xương Bình và giữ chức Phó Bí thư huyện ủy.
Năm 1971, Trần Hy Đồng được bầu làm Phó chủ nhiệm Ủy ban cách mạng công xã, rồi Bí thư công xã, sau đó được bổ nhiệm giữ các chức Bí thư, Chủ nhiệm Ủy ban Cách mạng huyện Xương Bình. Tháng 12 năm 1979, ông được bầu làm Phó thị trưởng Bắc Kinh, đến tháng 9 năm 1981, trở thành Ủy viên Ủy ban Thường vụ Thành ủy Bắc Kinh.
Từ năm 1983 đến năm 1993, ông giữ chức Thị trưởng Bắc Kinh, người lãnh đạo cao nhất của chính quyền thành phố Bắc Kinh trong thời gian xảy ra "Sự kiện Thiên An Môn 1989". Nhiều năm sau, ông "xin lỗi" vì sự kiện ngày 4 tháng 6 năm 1989 và nói rằng không ai nên chết trong cuộc đàn áp. Trong khoảng thời gian từ tháng 4 năm 1988 đến tháng 3 năm 1993, ông kiêm nhiệm chức Ủy viên Quốc vụ.
Tháng 10 năm 1992, tại Đại hội Đảng Cộng sản Trung Quốc lần thứ 14, ông được bầu làm Ủy viên Bộ Chính trị kiêm chức Bí thư Thành ủy Bắc Kinh.
Ngày 4 tháng 5 năm 1995, Phó thị trưởng Bắc Kinh khi ấy là ông Vương Bảo Sâm, cộng sự thân tín nhất của Trần Hy Đồng tự sát đã dẫn đến cuộc đấu tranh quyền lực đối đầu giữa "phe Bắc Kinh" và "phe nhóm Thượng Hải". Một số thông tin cho rằng ông Vương tự sát vì hoảng sợ khi bị điều tra về tham nhũng. Sau khi ông Vương chết, dư luận Trung Quốc rộ lên thông tin về việc ông Trần nhận các khoản hối lộ khổng lồ. Ông còn bị tố cáo là có mối quan hệ bất chính với một cô sinh viên tên Hà Bình.
Ngày 27 tháng 4 năm 1995, tại Hội nghị Trung ương 5, Trần Hy Đồng xin từ chức Bí thư Thành ủy Bắc Kinh. Ngày 29 tháng 8 năm 1997, ông bị khai trừ khỏi Đảng và bãi bỏ mọi chức vụ trong, ngoài đảng. Ngày 27 tháng 2 năm 1998, ông tiếp tục bị Viện Kiểm sát tối cao phát lệnh bắt giữ; ngày 31 tháng 7 năm 1998, ông bị Tòa án Bắc Kinh đưa ra xét xử và tuyên phạt 16 năm tù về các tội tham ô, xao lãng nhiệm vụ. Trần Hy Đồng không phục, chống án lên trên, ngày 20 tháng 8 cùng năm, Tòa án tối cao Trung Quốc mở phiên phúc thẩm, ra phán quyết giữ nguyên mức án phạt. Trước đó, vào năm 1997, con trai ông là Trần Tiểu Đồng cũng bị phạt 12 năm tù vì tội nhận hối lộ. Ngày 31 tháng 5 năm 2006, tại nhà tù Tần Thành, Bắc Kinh, Trần Hy Đồng được phép bảo lãnh tại ngoại chữa bệnh.
Tháng 4 năm 2009, ông phát hiện mắc bệnh ung thư giai đoạn cuối và qua đời vào sáng ngày 2 tháng 6 năm 2013 ở tuổi 83.